# Houghton (Iowa)
Pour les articles homonymes, voir Houghton.
Houghton est une ville du  comté de Lee, en Iowa, aux États-Unis. Elle est  incorporée le 19 février 1962.

## Source de la traduction
- (en) Cet article est partiellement ou en totalité issu de l’article de Wikipédia en anglais intitulé « Houghton, Iowa » (voir la liste des auteurs).